# Općina Kobarid
Općina Kobarid (slo.:Občina Kobarid) je općina na sjeverozapadu Slovenije u pokrajini Primorskoj i statističkoj regiji Goriškoj. Središte općine je grad Kobarid s 1.238 stanovnika. 

## Zemljopis
Općina Kobarid nalazi se na sjeverozapadu Slovenije na granici s Italijom, u središnjem dijelu općine nalazi dolina rijeke Soče. Sjeverno od doline pružaju se Julijske Alpe, a južno Beneške Alpe.
U općini vlada umjereno kontinentalna klima. Najvažniji vodotok u općini je rijeka Soča i većina manjih vodotoka su njeni pritoci, na zapadu općine nalazi se gornji tok rječice Nadiže, koja se spušta ka Italiji.

## Naselja u općini
Avsa, Borjana, Breginj, Drežnica, Drežniške Ravne, Homec, Idrsko, Jevšček, Jezerca, Kobarid, Koseč, Kred, Krn, Ladra, Libušnje, Livek, Livške Ravne, Logje, Magozd, Mlinsko, Perati, Podbela, Potoki, Robidišče, Robič, Sedlo, Smast, Stanovišče, Staro selo, Sužid, Svino, Trnovo ob Soči, Vrsno

## Vanjske poveznice
- Službena stranica općine